# Podział administracyjny Polski (1944–1950)
Podział administracyjny Polski w latach 1944–1950 – podział administracyjny Polski obowiązujący w pierwszych latach po zakończeniu okupacji niemieckiej.

## Historia
Powojenne granice Polski zostały ustalone na konferencjach wielkiej trójki w Teheranie (1943), Jałcie i Poczdamie (1945). Na żądanie przywódcy ZSRR Józefa Stalina wschodnią granicę Polski wytyczono wzdłuż linii Curzona. W zamian Polska otrzymała obszar Niemiec na wschód od Odry i Nysy Łużyckiej (z wyjątkiem części Prus Wschodnich przekazanej ZSRR), określany mianem Ziem Odzyskanych.
Powołany z inicjatywy ZSRR 22 lipca 1944 Polski Komitet Wyzwolenia Narodowego w miesiąc po rozpoczęciu działalności (21 sierpnia) wydał dekret o trybie powołania władz administracji ogólnej I-ej i II-ej instancji, który wszedł w życie następnego dnia (22 sierpnia). Dekret ten zniósł wprowadzony przez okupanta podział administracyjny (art. 11), przywracając przedwojenną strukturę władz administracyjnych.

### Ważniejsze zmiany administracyjne
- 20 września 1944 weszła w życie ustawa z dnia 11 września 1944 o organizacji i zakresie działania rad narodowych, zgodnie z którą z województwa łódzkiego wydzielono miasto Łódź jako miasto na prawach województwa (Łódź zyskała rangę miasta wydzielonego w ustawowym terminie powołania rady narodowej miasta, czyli 11 listopada 1944; miasto wyzwolono dopiero 19 stycznia 1945)[4][5];
- 14 marca 1945 Rada Ministrów wstępnie podzieliła Ziemie Odzyskane na 4 okręgi administracyjne niemające statusu województw: Śląsk Opolski, Dolny Śląsk, Pomorze Zachodnie i okręg mazurski[6];
- 1 kwietnia 1945 do województwa krakowskiego przyłączono z województwa kieleckiego powiat miechowski[7];
- 7 kwietnia 1945: 
  - utworzono województwo gdańskie, w którego skład wszedł obszar Wolnego Miasta Gdańska i 6 powiatów województwa pomorskiego (m. Gdynia, kartuski, kościerski, morski, starogardzki i tczewski)[8],
  - przeniesiono stolicę województwa pomorskiego z Torunia do Bydgoszczy;
- 7 maja 1945 zniesiono autonomię województwa śląskiego[9];
- 9 sierpnia 1945:
  - zniesiono powiat janowski, a na jego miejsce utworzono powiat kraśnicki[10],
  - fragment województwa lwowskiego włączono do województwa lubelskiego[11];
- 18 sierpnia 1945:
  - utworzono województwo rzeszowskie z pozostałej w Polsce części województwa lwowskiego i 4 powiatów województwa krakowskiego (dębicki, gorlicki, jasielski i mielecki)[12],
  - zmieniono granice województw kieleckiego, krakowskiego, śląskiego, białostockiego i warszawskiego (powiaty będziński i zawierciański przeniesiono z województwa kieleckiego do śląskiego, olkuski z kieleckiego do krakowskiego oraz łomżyński z warszawskiego do białostockiego)[13];
- 25 września 1945 część powiatów z Ziem Odzyskanych przekazano pod zarząd wojewodom: białostockiemu (ełcki, gołdapski i olecki), gdańskiemu (powiaty elbląski, kwidzyński, malborski, sztumski, bytowski, lęborski, miastecki, słupski i sławieński), pomorskiemu (człochowski [człuchowski] i złotowski) i poznańskiemu (babimojski, cielęciński [sulęciński], gorzowski, gubiński, krośnieński, międzyrzecki, pilski, rzepiński, skwierzyński, strzelecki, sulechowski, sulęciński, trzcianecki, wschowski i zielonogórski)[14];
- 28 czerwca 1946 obszar Ziem Odzyskanych włączono do zasadniczego podziału kraju, tworząc na nim trzy nowe województwa: olsztyńskie, szczecińskie (do którego przyłączono z województwa gdańskiego powiaty bytowski, lęborski, miastecki, sławieński i słupski, a z pomorskiego człuchowski i złotowski) i wrocławskie[2]. Śląsk Opolski włączono do województwa śląskiego[15];
- 1 stycznia 1948 utworzono powiat kolneński[16];
- 12 marca 1948 zniesiono 5 powiatów (szczuczyński, stopnicki, błoński, nieszawski i lubawski), a na ich miejsce utworzono 5 nowych (grajewski, buski, grodziskomazowiecki, aleksandrowski i nowomiejski)[17];
- 1 lipca 1948 utworzono powiat miejski w Białej[18];
- 1 stycznia 1949 przeniesiono powiat siedlecki z powiatem miejskim Siedlce z województwa lubelskiego do warszawskiego[19];
- 6 lipca 1950:
  - utworzono województwa koszalińskie, opolskie i zielonogórskie[20],
  - zmieniono nazwę województwa śląskiego na katowickie, a pomorskiego na bydgoskie[20],
  - przeniesiono powiat częstochowski z powiatem miejskim Częstochowa z województwa kieleckiego do województwa katowickiego[20],
  - przeniesiono powiat nowomiejski z województwa bydgoskiego do województwa olsztyńskiego[20],
  - przeniesiono powiat działdowski z województwa warszawskiego do województwa olsztyńskiego[20],
  - przeniesiono powiaty mogileński i żniński z województwa poznańskiego do województwa bydgoskiego[20],
  - przeniesiono powiaty konecki i opoczyński z województwa łódzkiego do województwa kieleckiego[20];
  - utworzono powiaty miejskie w Koszalinie, Rzeszowie i Zielonej Górze[21].

## Podział administracyjny 1 kwietnia 1947

### Województwa
| Województwo     | Powierzchnia (km²) | Liczba ludności 14 II 1946 | Liczba ludności 14 II 1946 | Powiaty | Powiaty        | Miasta | Gminy |
| Województwo     | Powierzchnia (km²) | ogółem                     | na km²                     | ogółem  | w tym miejskie | Miasta | Gminy |
| --------------- | ------------------ | -------------------------- | -------------------------- | ------- | -------------- | ------ | ----- |
| białostockie    | 22 552             | 917 563                    | 41                         | 12      | 1              | 30     | 128   |
| gdańskie        | 10 725             | 732 150                    | 68                         | 13      | 2              | 24     | 111   |
| kieleckie       | 18 053             | 1 717 303                  | 95                         | 13      | 2              | 27     | 213   |
| krakowskie      | 15 918             | 2 133 389                  | 134                        | 16      | 1              | 43     | 189   |
| lubelskie       | 27 742             | 1 889 650                  | 68                         | 16      | 1              | 27     | 237   |
| łódzkie         | 20 234             | 1 772 420                  | 88                         | 14      | 0              | 38     | 232   |
| Łódź miasto     | 212                | 496 929                    | 2344                       | 0       | 0              | 1      | nd.   |
| olsztyńskie     | 19 319             | 351 828                    | 18                         | 18      | 1              | 30     | 142   |
| pomorskie       | 20 029             | 1 406 493                  | 70                         | 22      | 4              | 52     | 185   |
| poznańskie      | 39 244             | 2 422 113                  | 62                         | 42      | 2              | 131    | 340   |
| rzeszowskie     | 18 201             | 1 535 400                  | 84                         | 17      | 0              | 39     | 155   |
| szczecińskie    | 30 252             | 892 567                    | 30                         | 25      | 1              | 74     | 230   |
| śląskie         | 15 369             | 2 823 351                  | 184                        | 29      | 6              | 57     | 295   |
| Warszawa miasto | 141                | 478 755                    | 3396                       | 6       | 6              | 1      | nd.   |
| warszawskie     | 28 999             | 2 114 415                  | 73                         | 21      | 0              | 47     | 273   |
| wrocławskie     | 24 740             | 1 941 149                  | 78                         | 35      | 2              | 82     | 276   |
| Polska          | 311 730            | 23 929 757                 | 77                         | 299     | 29             | 703    | 3006  |

### Powiaty według województw

#### Województwo białostockie
| Powiat              | Powierzchnia (km²) | Liczba ludności 14 II 1946 | Liczba ludności 14 II 1946 |
| Powiat              | Powierzchnia (km²) | ogółem                     | na km²                     |
| ------------------- | ------------------ | -------------------------- | -------------------------- |
| augustowski         | 1641               | 42 178                     | 26                         |
| białostocki         | 3350               | 137 250                    | 41                         |
| Białystok (miejski) | 39                 | 56 759                     | 1456                       |
| bielski             | 4628               | 198 470                    | 43                         |
| ełcki               | 1115               | 21 595                     | 19                         |
| gołdapski           | 613                | 2592                       | 4                          |
| łomżyński           | 2657               | 140 657                    | 53                         |
| olecki              | 856                | 12 282                     | 14                         |
| sokólski            | 2531               | 89 939                     | 36                         |
| suwalski            | 2204               | 79 354                     | 36                         |
| szczuczyński        | 1451               | 55 910                     | 39                         |
| wysokomazowiecki    | 1467               | 80 577                     | 55                         |

#### Województwo gdańskie
| Powiat           | Powierzchnia (km²) | Liczba ludności 14 II 1946 | Liczba ludności 14 II 1946 |
| Powiat           | Powierzchnia (km²) | ogółem                     | na km²                     |
| ---------------- | ------------------ | -------------------------- | -------------------------- |
| elbląski         | 514                | 27 953                     | 54                         |
| Gdańsk (miejski) | 114                | 117 894                    | 1034                       |
| gdański          | 1779               | 82 163                     | 46                         |
| Gdynia (miejski) | 66                 | 77 829                     | 1179                       |
| kartuski         | 1302               | 66 541                     | 51                         |
| kościerski       | 1162               | 47 083                     | 41                         |
| kwidzyński       | 526                | 21 920                     | 42                         |
| lęborski         | 1289               | 46 305                     | 36                         |
| malborski        | 226                | 14 811                     | 65                         |
| morski           | 1281               | 85 493                     | 67                         |
| starogardzki     | 1127               | 65 976                     | 59                         |
| sztumski         | 623                | 16 186                     | 26                         |
| tczewski         | 716                | 61 996                     | 87                         |

#### Województwo kieleckie
| Powiat                | Powierzchnia (km²) | Liczba ludności 14 II 1946 | Liczba ludności 14 II 1946 |
| Powiat                | Powierzchnia (km²) | ogółem                     | na km²                     |
| --------------------- | ------------------ | -------------------------- | -------------------------- |
| Częstochowa (miejski) | 48                 | 101 255                    | 2108                       |
| częstochowski         | 1855               | 168 365                    | 91                         |
| iłżecki               | 1835               | 156 557                    | 85                         |
| jędrzejowski          | 1366               | 103 715                    | 81                         |
| kielecki              | 2052               | 226 812                    | 111                        |
| kozienicki            | 1857               | 116 878                    | 63                         |
| opatowski             | 1639               | 157 114                    | 96                         |
| pińczowski            | 1148               | 117 101                    | 102                        |
| Radom (miejski)       | 25                 | 69 455                     | 2776                       |
| radomski              | 2095               | 163 615                    | 78                         |
| sandomierski          | 1186               | 112 302                    | 95                         |
| stopnicki             | 1590               | 129 210                    | 81                         |
| włoszczowski          | 1357               | 94 924                     | 65                         |

#### Województwo krakowskie
| Powiat           | Powierzchnia (km²) | Liczba ludności 14 II 1946 | Liczba ludności 14 II 1946 |
| Powiat           | Powierzchnia (km²) | ogółem                     | na km²                     |
| ---------------- | ------------------ | -------------------------- | -------------------------- |
| bialski          | 635                | 127 610                    | 201                        |
| bocheński        | 877                | 106 423                    | 121                        |
| brzeski          | 849                | 105 245                    | 124                        |
| chrzanowski      | 722                | 127 807                    | 177                        |
| dąbrowski        | 650                | 65 650                     | 101                        |
| krakowski        | 767                | 131 036                    | 171                        |
| Kraków (miejski) | 165                | 299 396                    | 1815                       |
| limanowski       | 944                | 89 919                     | 95                         |
| miechowski       | 1353               | 152 490                    | 113                        |
| myślenicki       | 988                | 104 189                    | 105                        |
| nowosądecki      | 1571               | 156 147                    | 99                         |
| nowotarski       | 1893               | 133 912                    | 71                         |
| olkuski          | 1361               | 140 734                    | 103                        |
| tarnowski        | 881                | 135 563                    | 154                        |
| wadowicki        | 1109               | 141 274                    | 127                        |
| żywiecki         | 1153               | 115 994                    | 101                        |

#### Województwo lubelskie
| Powiat           | Powierzchnia (km²) | Liczba ludności 14 II 1946 | Liczba ludności 14 II 1946 |
| Powiat           | Powierzchnia (km²) | ogółem                     | na km²                     |
| ---------------- | ------------------ | -------------------------- | -------------------------- |
| bialski          | 2122               | 113 271                    | 53                         |
| biłgorajski      | 1720               | 84 218                     | 49                         |
| chełmski         | 1975               | 127 063                    | 64                         |
| hrubieszowski    | 2164               | 123 287                    | 57                         |
| krasnostawski    | 1521               | 128 922                    | 85                         |
| kraśnicki        | 1960               | 137 968                    | 70                         |
| lubartowski      | 1389               | 98 255                     | 71                         |
| lubelski         | 1889               | 158 039                    | 84                         |
| Lublin (miejski) | 30                 | 99 400                     | 3313                       |
| łukowski         | 1762               | 121 134                    | 69                         |
| puławski         | 1618               | 139 429                    | 86                         |
| radzyński        | 1621               | 89 037                     | 55                         |
| siedlecki        | 1988               | 136 002                    | 68                         |
| tomaszowski      | 1995               | 115 849                    | 58                         |
| włodawski        | 2326               | 82 215                     | 35                         |
| zamojski         | 1662               | 135 561                    | 82                         |

#### Województwo łódzkie
| Powiat         | Powierzchnia (km²) | Liczba ludności 14 II 1946 | Liczba ludności 14 II 1946 |
| Powiat         | Powierzchnia (km²) | ogółem                     | na km²                     |
| -------------- | ------------------ | -------------------------- | -------------------------- |
| brzeziński     | 1095               | 119 570                    | 109                        |
| konecki        | 1619               | 125 641                    | 78                         |
| kutnowski      | 922                | 98 311                     | 107                        |
| łaski          | 1390               | 144 798                    | 104                        |
| łęczycki       | 1317               | 112 147                    | 85                         |
| łowicki        | 1258               | 107 502                    | 85                         |
| łódzki         | 755                | 90 277                     | 120                        |
| opoczyński     | 1773               | 128 332                    | 72                         |
| piotrkowski    | 2073               | 193 788                    | 93                         |
| radomszczański | 2149               | 174 771                    | 81                         |
| rawski         | 1327               | 92 098                     | 69                         |
| sieradzki      | 1618               | 140 022                    | 87                         |
| skierniewicki  | 831                | 68 943                     | 83                         |
| wieluński      | 2107               | 176 220                    | 84                         |

#### Województwo olsztyńskie
| Powiat            | Powierzchnia (km²) | Liczba ludności 14 II 1946 | Liczba ludności 14 II 1946 |
| Powiat            | Powierzchnia (km²) | ogółem                     | na km²                     |
| ----------------- | ------------------ | -------------------------- | -------------------------- |
| bartoszycki       | 473                | 10 978                     | 23                         |
| braniewski        | 1299               | 10 701                     | 8                          |
| giżycki           | 897                | 16 674                     | 19                         |
| iławecki          | 574                | 4484                       | 8                          |
| kętrzyński        | 1199               | 18 520                     | 15                         |
| lidzbarski        | 1096               | 22 460                     | 21                         |
| morąski           | 1265               | 21 160                     | 17                         |
| mrągowski         | 1232               | 34 396                     | 28                         |
| nidzicki          | 1146               | 15 444                     | 13                         |
| Olsztyn (miejski) | 53                 | 29 053                     | 547                        |
| olsztyński        | 1303               | 29 968                     | 23                         |
| ostródzki         | 1536               | 31 394                     | 20                         |
| pasłęcki          | 858                | 13 366                     | 16                         |
| piski             | 1684               | 15 674                     | 9                          |
| reszelski         | 851                | 23 002                     | 27                         |
| suski             | 1038               | 16 606                     | 16                         |
| szczycieński      | 1703               | 32 681                     | 19                         |
| węgorzewski       | 1112               | 5267                       | 5                          |

#### Województwo pomorskie
| Powiat               | Powierzchnia (km²) | Liczba ludności 14 II 1946 | Liczba ludności 14 II 1946 |
| Powiat               | Powierzchnia (km²) | ogółem                     | na km²                     |
| -------------------- | ------------------ | -------------------------- | -------------------------- |
| brodnicki            | 912                | 53 355                     | 59                         |
| bydgoski             | 1334               | 53 239                     | 40                         |
| Bydgoszcz (miejski)  | 75                 | 134 614                    | 1795                       |
| chełmiński           | 738                | 47 659                     | 65                         |
| chojnicki            | 1854               | 67 301                     | 36                         |
| Grudziądz (miejski)  | 28                 | 36 805                     | 1314                       |
| grudziądzki          | 758                | 35 226                     | 46                         |
| Inowrocław (miejski) | 37                 | 35 808                     | 968                        |
| inowrocławski        | 1267               | 63 054                     | 50                         |
| lipnowski            | 1535               | 93 381                     | 61                         |
| lubawski             | 833                | 49 184                     | 59                         |
| nieszawski           | 1278               | 111 101                    | 87                         |
| rypiński             | 1188               | 77 770                     | 65                         |
| sępoleński           | 681                | 29 797                     | 44                         |
| szubiński            | 917                | 44 217                     | 48                         |
| świecki              | 1533               | 76 616                     | 50                         |
| Toruń (miejski)      | 59                 | 68 035                     | 1154                       |
| toruński             | 864                | 48 928                     | 57                         |
| tucholski            | 1039               | 37 660                     | 36                         |
| wąbrzeski            | 673                | 49 738                     | 74                         |
| włocławski           | 1325               | 132 641                    | 100                        |
| wyrzyski             | 1101               | 60 274                     | 55                         |

#### Województwo poznańskie
| Powiat            | Powierzchnia (km²) | Liczba ludności 14 II 1946 | Liczba ludności 14 II 1946 |
| Powiat            | Powierzchnia (km²) | ogółem                     | na km²                     |
| ----------------- | ------------------ | -------------------------- | -------------------------- |
| babimojski        | 282                | 9186                       | 33                         |
| chodzieski        | 893                | 38 952                     | 44                         |
| czarnkowski       | 919                | 37 401                     | 41                         |
| Gniezno (miejski) | 18                 | 30 292                     | 1683                       |
| gnieźnieński      | 1126               | 51 098                     | 45                         |
| gorzowski         | 1253               | 46 931                     | 37                         |
| gostyński         | 701                | 55 336                     | 79                         |
| gubiński          | 513                | 6174                       | 12                         |
| jarociński        | 1124               | 85 180                     | 76                         |
| kaliski           | 1478               | 161 966                    | 110                        |
| kępiński          | 1179               | 82 922                     | 70                         |
| kolski            | 1097               | 93 411                     | 85                         |
| koniński          | 2152               | 167 474                    | 78                         |
| kościański        | 1057               | 73 458                     | 69                         |
| krośnieński       | 1307               | 14 238                     | 11                         |
| krotoszyński      | 915                | 70 560                     | 77                         |
| leszczyński       | 827                | 55 882                     | 68                         |
| międzychodzki     | 755                | 25 761                     | 34                         |
| międzyrzecki      | 706                | 20 511                     | 29                         |
| mogileński        | 1059               | 61 482                     | 58                         |
| nowotomyski       | 1276               | 74 766                     | 59                         |
| obornicki         | 966                | 43 963                     | 46                         |
| ostrowski         | 1194               | 101 591                    | 85                         |
| pilski            | 967                | 36 933                     | 38                         |
| Poznań (miejski)  | 226                | 267 978                    | 1186                       |
| poznański         | 1089               | 74 756                     | 69                         |
| rawicki           | 523                | 43 366                     | 83                         |
| rzepiński         | 1189               | 12 282                     | 10                         |
| skwierzyński      | 658                | 8984                       | 14                         |
| strzelecki        | 1102               | 26 029                     | 24                         |
| sulęciński        | 1120               | 13 542                     | 12                         |
| szamotulski       | 1076               | 59 992                     | 56                         |
| średzki           | 800                | 47 313                     | 60                         |
| śremski           | 910                | 55 528                     | 61                         |
| świebodziński     | 911                | 27 091                     | 30                         |
| turecki           | 1591               | 114 338                    | 72                         |
| wągrowiecki       | 1037               | 50 772                     | 49                         |
| wolsztyński       | 754                | 41 617                     | 55                         |
| wrzesiński        | 608                | 43 042                     | 71                         |
| wschowski         | 272                | 11 517                     | 42                         |
| zielonogórski     | 875                | 39 596                     | 45                         |
| żniński           | 732                | 38 902                     | 53                         |

#### Województwo rzeszowskie
| Powiat       | Powierzchnia (km²) | Liczba ludności 14 II 1946 | Liczba ludności 14 II 1946 |
| Powiat       | Powierzchnia (km²) | ogółem                     | na km²                     |
| ------------ | ------------------ | -------------------------- | -------------------------- |
| brzozowski   | 684                | 75 988                     | 111                        |
| dębicki      | 1141               | 113 323                    | 99                         |
| gorlicki     | 1079               | 96 585                     | 90                         |
| jarosławski  | 1397               | 132 938                    | 95                         |
| jasielski    | 1055               | 104 104                    | 99                         |
| kolbuszowski | 873                | 65 670                     | 75                         |
| krośnieński  | 934                | 102 064                    | 109                        |
| leski        | 1622               | 39 354                     | 24                         |
| lubaczowski  | 1258               | 54 189                     | 43                         |
| łańcucki     | 889                | 100 238                    | 113                        |
| mielecki     | 901                | 75 604                     | 84                         |
| niżański     | 973                | 65 701                     | 68                         |
| przemyski    | 1479               | 89 842                     | 61                         |
| przeworski   | 415                | 66 103                     | 159                        |
| rzeszowski   | 1270               | 193 833                    | 153                        |
| sanocki      | 1282               | 87 997                     | 69                         |
| tarnobrzeski | 949                | 71 867                     | 76                         |

#### Województwo szczecińskie
| Powiat             | Powierzchnia (km²) | Liczba ludności 14 II 1946 | Liczba ludności 14 II 1946 |
| Powiat             | Powierzchnia (km²) | ogółem                     | na km²                     |
| ------------------ | ------------------ | -------------------------- | -------------------------- |
| białogardzki       | 1650               | 70 512                     | 43                         |
| bytowski           | 617                | 18 778                     | 30                         |
| chojeński          | 1374               | 19 537                     | 14                         |
| choszczeński       | 1265               | 16 112                     | 13                         |
| człuchowski        | 1686               | 29 975                     | 18                         |
| drawski            | 1210               | 24 042                     | 20                         |
| gryficki           | 765                | 31 932                     | 42                         |
| gryfiński          | 1108               | 14 138                     | 13                         |
| kamieński          | 1138               | 10 934                     | 10                         |
| kołobrzeski        | 930                | 37 325                     | 40                         |
| koszaliński        | 1286               | 56 386                     | 44                         |
| łobeski            | 1191               | 22 699                     | 19                         |
| miastecki          | 1213               | 28 369                     | 23                         |
| myśliborski        | 1145               | 26 059                     | 23                         |
| nowogardzki        | 1262               | 20 463                     | 16                         |
| pyrzycki           | 1046               | 16 981                     | 16                         |
| sławieński         | 1555               | 68 533                     | 44                         |
| słupski            | 2268               | 125 553                    | 55                         |
| stargardzki        | 1219               | 22 698                     | 19                         |
| szczecinecki       | 2093               | 61 479                     | 29                         |
| Szczecin (miejski) | 351                | 72 948                     | 208                        |
| szczeciński        | 402                | 11 758                     | 29                         |
| wałecki            | 2152               | 36 435                     | 17                         |
| woliński           | 346                | 21 309                     | 62                         |
| złotowski          | 980                | 27 612                     | 28                         |

#### Województwo śląskie
| Powiat              | Powierzchnia (km²) | Liczba ludności 14 II 1946 | Liczba ludności 14 II 1946 |
| Powiat              | Powierzchnia (km²) | ogółem                     | na km²                     |
| ------------------- | ------------------ | -------------------------- | -------------------------- |
| będziński           | 459                | 176 564                    | 385                        |
| bielski             | 349                | 59 622                     | 171                        |
| Bielsko (miejski)   | b.d.               | 25 725                     | b.d.                       |
| Bytom (miejski)     | 30                 | 93 179                     | 3107                       |
| bytomski            | 107                | 77 541                     | 724                        |
| Chorzów (miejski)   | 32                 | 110 675                    | 3459                       |
| cieszyński          | 662                | 83 005                     | 125                        |
| dobrodzieński       | 323                | 17 690                     | 55                         |
| Gliwice (miejski)   | 56                 | 95 980                     | 1714                       |
| gliwicki            | 851                | 80 569                     | 95                         |
| głubczycki          | 692                | 66 081                     | 96                         |
| grodkowski          | 520                | 36 702                     | 71                         |
| Katowice (miejski)  | 42                 | 128 290                    | 3055                       |
| katowicki           | 213                | 328 272                    | 1541                       |
| kluczborski         | 555                | 43 308                     | 78                         |
| kozielski           | 663                | 66 636                     | 100                        |
| lubliniecki         | 715                | 47 501                     | 66                         |
| niemodliński        | 605                | 33 298                     | 55                         |
| nyski               | 714                | 71 988                     | 101                        |
| oleski              | 893                | 45 956                     | 52                         |
| opolski             | 1427               | 136 826                    | 96                         |
| prudnicki           | 799                | 90 738                     | 114                        |
| pszczyński          | 1046               | 154 829                    | 148                        |
| raciborski          | 544                | 64 197                     | 118                        |
| rybnicki            | 890                | 215 834                    | 242                        |
| Sosnowiec (miejski) | 33                 | 77 853                     | 2361                       |
| strzelecki          | 892                | 75 000                     | 84                         |
| tarnogórski         | 268                | 103 901                    | 388                        |
| Zabrze (miejski)    | 44                 | 104 184                    | 2368                       |
| zawierciański       | 945                | 111 407                    | 118                        |

#### Warszawa
| Powiat                      | Powierzchnia (km²) | Liczba ludności 14 II 1946 | Liczba ludności 14 II 1946 |
| Powiat                      | Powierzchnia (km²) | ogółem                     | na km²                     |
| --------------------------- | ------------------ | -------------------------- | -------------------------- |
| południowo-warszawski       | 37,95              | 58 719                     | 1547                       |
| południowoprasko-warszawski | 23                 | 104 394                    | 4539                       |
| północno-warszawski         | 15,27              | 35 856                     | 2348                       |
| północnoprasko-warszawski   | 19,93              | 96 116                     | 4823                       |
| śródmiejsko-warszawski      | 21,03              | 137 536                    | 6540                       |
| zachodnio-warszawski        | 17,54              | 46 134                     | 2630                       |

#### Województwo warszawskie
| Powiat       | Powierzchnia (km²) | Liczba ludności 14 II 1946 | Liczba ludności 14 II 1946 |
| Powiat       | Powierzchnia (km²) | ogółem                     | na km²                     |
| ------------ | ------------------ | -------------------------- | -------------------------- |
| błoński      | 1074               | 138 885                    | 129                        |
| ciechanowski | 1209               | 75 072                     | 62                         |
| działdowski  | 842                | 40 639                     | 48                         |
| garwoliński  | 2044               | 158 348                    | 77                         |
| gostyniński  | 1147               | 73 157                     | 64                         |
| grójecki     | 1699               | 122 539                    | 72                         |
| makowski     | 1136               | 48 728                     | 43                         |
| miński       | 1228               | 98 358                     | 80                         |
| mławski      | 1486               | 94 390                     | 64                         |
| ostrołęcki   | 2281               | 103 537                    | 45                         |
| ostrowski    | 1467               | 89 109                     | 61                         |
| płocki       | 1485               | 121 528                    | 82                         |
| płoński      | 1289               | 79 633                     | 62                         |
| przasnyski   | 1410               | 63 744                     | 45                         |
| pułtuski     | 1527               | 93 099                     | 61                         |
| radzymiński  | 1076               | 79 659                     | 74                         |
| sierpecki    | 1204               | 80 378                     | 67                         |
| sochaczewski | 1052               | 72 246                     | 69                         |
| sokołowski   | 1276               | 75 599                     | 59                         |
| warszawski   | 1766               | 326 768                    | 185                        |
| węgrowski    | 1301               | 79 004                     | 61                         |

#### Województwo wrocławskie
| Powiat             | Powierzchnia (km²) | Liczba ludności 14 II 1946 | Liczba ludności 14 II 1946 |
| Powiat             | Powierzchnia (km²) | ogółem                     | na km²                     |
| ------------------ | ------------------ | -------------------------- | -------------------------- |
| bolesławiecki      | 1058               | 25 700                     | 24                         |
| brzeski            | 605                | 40 724                     | 67                         |
| bystrzycki         | 780                | 84 831                     | 109                        |
| dzierżoniowski     | 546                | 81 436                     | 149                        |
| głogowski          | 1256               | 29 733                     | 24                         |
| górowski           | 760                | 21 403                     | 28                         |
| jaworski           | 610                | 51 606                     | 85                         |
| jeleniogórski      | 691                | 132 484                    | 192                        |
| kamiennogórski     | 427                | 55 876                     | 131                        |
| kłodzki            | 850                | 151 885                    | 179                        |
| kożuchowski        | 731                | 26 753                     | 37                         |
| legnicki           | 638                | 46 758                     | 73                         |
| lubański           | 524                | 63 630                     | 121                        |
| lubiński           | 713                | 17 057                     | 24                         |
| lwówecki           | 744                | 61 565                     | 83                         |
| milicki            | 931                | 25 477                     | 27                         |
| namysłowski        | 501                | 20 780                     | 42                         |
| oleśnicki          | 894                | 38 709                     | 43                         |
| oławski            | 560                | 39 029                     | 70                         |
| strzeliński        | 588                | 55 019                     | 94                         |
| sycowski           | 431                | 18 322                     | 42                         |
| szprotawski        | 744                | 14 150                     | 19                         |
| średzki            | 746                | 44 069                     | 59                         |
| świdnicki          | 657                | 84 338                     | 128                        |
| trzebnicki         | 820                | 22 682                     | 28                         |
| Wałbrzych (miasto) | 22                 | 72 976                     | 3318                       |
| wałbrzyski         | 416                | 124 443                    | 299                        |
| wołowski           | 1018               | 36 968                     | 36                         |
| Wrocław (miasto)   | 175                | 170 656                    | 975                        |
| wrocławski         | 877                | 69 877                     | 80                         |
| ząbkowicki         | 775                | 96 390                     | 124                        |
| zgorzelecki        | 836                | 25 623                     | 31                         |
| złotoryjski        | 850                | 49 893                     | 59                         |
| żagański           | 727                | 12 959                     | 18                         |
| żarski             | 1230               | 27 348                     | 22                         |